# Viñedo del valle del Loira
El viñedo del valle del Loira (en francés, Vignoble du Val-de-Loire) es una región vinícola francesa situada a lo largo del curso del río Loira, desde el Atlántico hasta el Macizo Central. Todas las regiones se encuentran en las orillas del Loira y de sus afluentes. 
La mayor parte de la producción es vino blanco secos, semisecos, dulces e incluso licorosos, de uva chenin blanc, sauvignon blanc y melón de Borgoña. Pero también se hacen tintos ligeros (especialmente alrededor de la región de Chinon) con cabernet franc. Además, se producen rosados y espumosos. Los vinos del Loira, en general, tienden a exhibir un carácter afrutado con sabores frescos, especialmente de jóvenes. Esta región ya tenía vides en el siglo I, y en la Alta Edad Media, sus vinos eran los más estimados en Inglaterra y Francia, incluso más que los de Burdeos. Toda la región incluye 87 denominaciones, entre vinos de calidad (AOC y AOVDQS) y vinos del país.

Mapa de Francia con el río Loira remarcado.

## Clima y geografía

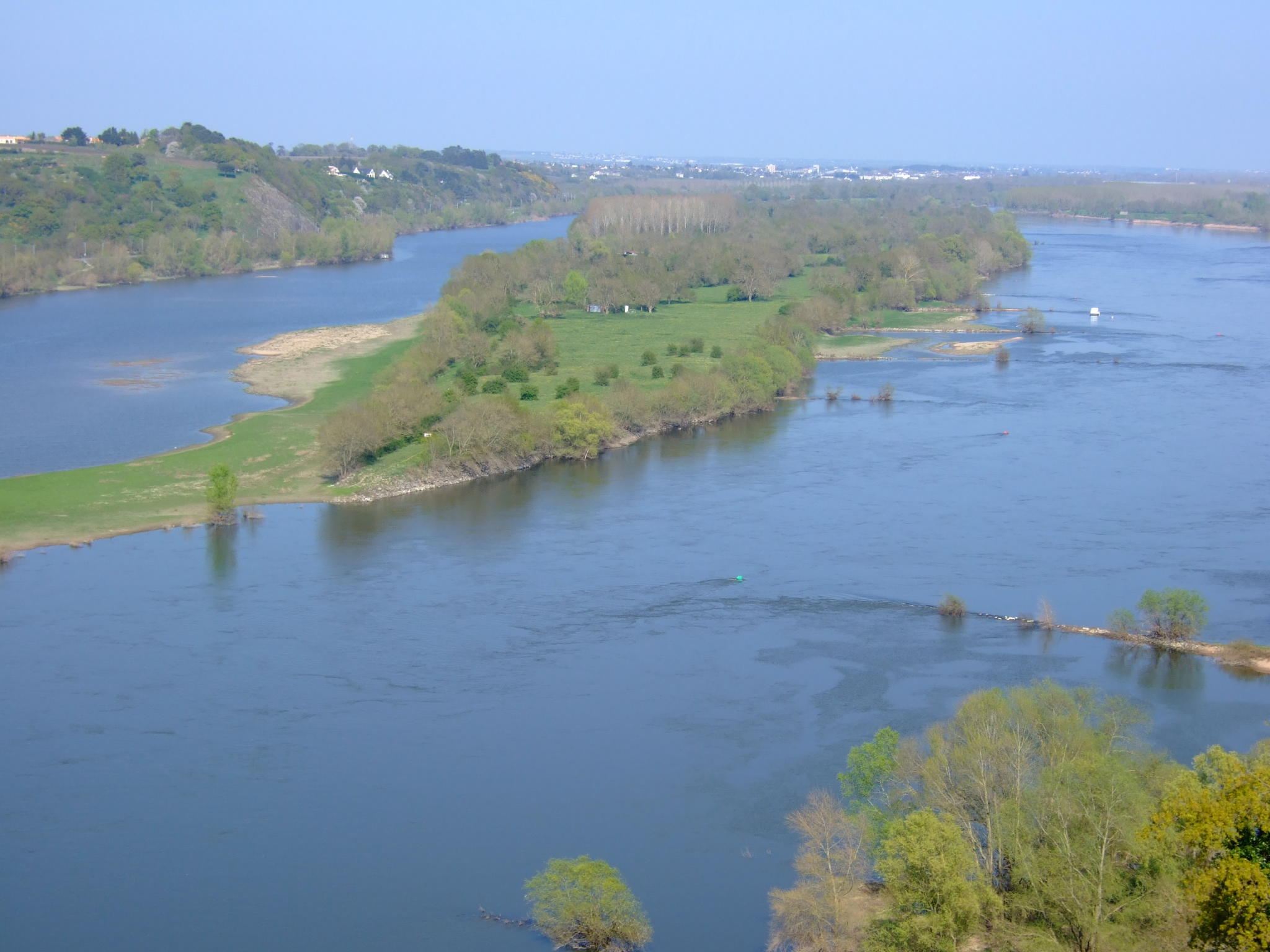
El río Loira cerca de la ciudad de Champtoceaux en la región vitivinícola de Anjou.

Define esta región el río Loira, el más largo de Francia. El viñedo se extiende por ambas márgenes, en numerosos departamentos y zonas muy diferentes, en algunos casos muy alejadas entre sí. Entre Nantes y Sancerre hay cerca de 500 km. También hay vides plantadas en las orillas de afluentes del Loira como los ríos Allier, Cher, Indre, Loir, Sèvre Nantaise y Río Vienne.
Es uno de los viñedos más occidentales y septentrionales, lo que determina que sus vinos tengan en común una notable frescura y delicadeza aromática. Los suelos son muy diversos: hay esquistos, arcillas con caliza o con sílex, terrenos arenosos y gravas. Los mejores vinos dulces se obtienen en los suelos esquistosos, lo que ocurre también en otras regiones, como Oporto. 
El río Loira influye en el microclima de la región, añadiendo los pocos grados extra de temperatura que necesitan las uvas para crecer, a diferencia de otras regiones, al norte y al sur del valle del Loira, que se han mostrado desfavorables para la viticultura. El clima es muy variable. En la región de Nantes es oceánico y húmedo por su proximidad al Atlántico, lo que también supone menor frío que en áreas de las mismas latitudes situadas más al oeste. En Sancerre y la región de Centro-Valle de Loira, el clima es ya casi semicontinental. Puede ser muy frío durante la primavera, con el riesgo de helada. Y en el otoño, la lluvia puede hacer que las uvas se cosechen antes de estar maduras pero también puede ayudar al desarrollo de la podredumbre noble para los vinos dulces de la región. La red fluvial ayuda a crear las necesarias brumas matinales para el desarrollo del hongo que se ralentizará cuando la niebla desaparezca por la acción de los rayos solares. 
La altitud del viñedo es escasa en su conjunto. Va desde los 50 m s. n. m. de Anjou hasta los casi 500 m s. n. m. de Auvernia, pasando por los 120 m s. n. m. de Sancerre.

## Vitivinicultura
Su tamaño es dos tercios del de Burdeos. Debido a su situación geográfica y su clima, la cantidad total de cosecha influye, más que en otras regiones francesas, sobre la calidad de los vinos. El riesgo más común es que el clima frío impida a las uvas madurar plenamente y desarrollar los azúcares que necesitan para equilibrar la natural alta acidez de las uvas. Durante estas cosechas frías los vinos de sauvignon blanc son de color más claro, menos afrutados y con notas minerales más marcadas. Los vinos de cabernet franc también son de color más claro con aromas más vegetales o más a "mala hierba". En cosechas más maduras, un cabernet franc del Loira desarrollará aromas de frambuesa y virutas de mina de lápiz.
Tiene una alta densidad de vid plantada con una media de 4.000 a 5.000 vides por hectárea. Pretende así compensarse el exceso de rendimiento que tienden a tener algunas de las variedades, como la chenin blanc. En tiempos recientes, la poda y "canopy management" (estrategia de la gestión del follaje) han comenzado a limitar la producción con mayor efectividad.
En general se tiende a evitar el envejecimiento en barril y la fermentación maloláctica, aunque algunos productores han experimentado ambas. La chaptalización está permitida, ayudando a los vinicultores a compensar la escasa madurez de las uvas algunos años. En los vinos tintos, se tiende a extender el tiempo de maceración de contacto del hollejo para dar más color y tanino. También es importante controlar la temperatura, y cuando hace mucho frío en otorño hace falta calentar el mosto para completar la fermentación.

## Variedades viníferas

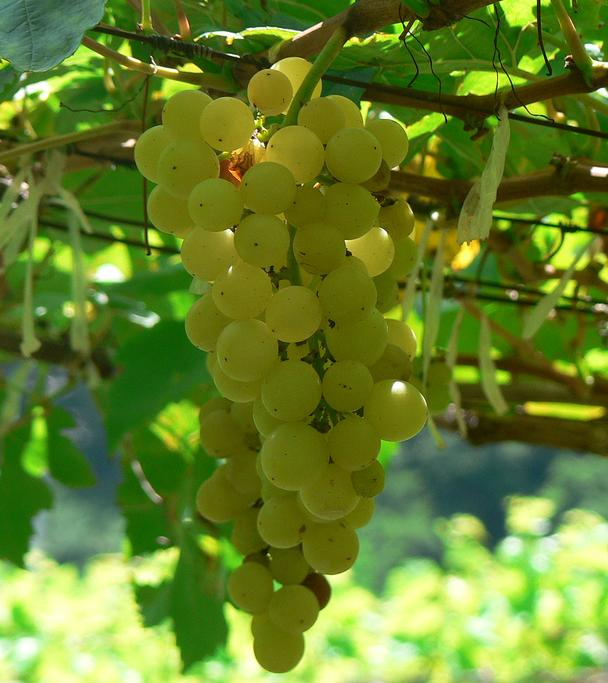
Uvas chenin blanc.

Las principales variedades viníferas que se utilizan en el valle del Loira son la sauvignon y la chenin para los vinos blancos y la uva [Melon de bourgogne]] para la denominación de origen Muscadet así como la gamay y la cabernet franc para los vinos tintos. En menor cantidad, se usan variedades locales: la uva tressallier de Saint-Pourçain-sur-Sioule, la romorantin de Cheverny, la pineau menu y Groslot de Turena y la gros plant de Nantes. También hay algunas plantaciones de chardonnay, malbec y pineau d'aunis.

### Blancas
- Chenin blanc. Es la variedad protagonista de los vinos naturalmente dulces. Es autóctona del Loira; lleva plantada en la región al menos desde el año 845 cuando se plantó en la Abadía de Glanfeuil. A lo largo de los años fue conocida en la región con variedad de sinónimos, incluyendo Pineau de la Loire y Franc-blanc;[4] se la conoce también con Pinot d´Anjou o Blanc d´Anjou. Se adapta bien a los climas fríos. Es una cepa vigorosa que tiene una brotación temprana lo que le hace ser muy sensible a las heladas primaverales, pero buscando los clones más tardíos se puede retrasar diez días en Anjou. La baya es cónica y de tamaño medio y en ciertos climas madura de forma muy lenta, a veces se vendimia incluso en noviembre. Tiene un buen potencial glucométrico y proporciona vinos con elevada acidez y con larga vida. En esta uva se basan los vinos blancos de Coteaux du Layon, Montlouis-sur-Loire, Savennières y Vouvray; son conocidos por su alta acidez cuando son jóvenes y la habilidad para desarrollarse y envejecer bien.
- Sauvignon. Sancerre y Pouilly-sur-Loire son conocidos por sus sauvignon blancs herbáceos y frescos. Algunos productores de la zona están experimentado con roble para envejecerla y darle un atractivo más redondo y suave.
- Melon o muscadet. Se usa especialmente para la denominación Muscadet. Produce vinos con notas cítricas y minerales.[1]

### Tintas
- Gamay
- Cabernet franc. Vinos de esta variedad se elaboran en Bourgueil, Chinon y Saumur, y van desde los ligeros y afrutados de Saumur a los ricos y aterciopelados de Chinon.
- Cabernet sauvignon
- Cot
- Pinot noir
- Pinot gris
- Pinot d'Aunis

## Estilos de vino
Existen muchas elaboraciones: blancos secos, semisecos (tendres), semidulces (moelleux), de aguja, espumosos, rosados, tintos y dulces (moelleux, liquoreux, doux o Sélection de grains nobles (SGN). Una característica de muchos vinos del Loira, tanto tintos como blancos, es la alta acidez que subraya los sabores frescos de su juventud solo para pasar por una fase "tonta" entre los 2 y los 5 años cuando los sabores y aromas del vino bajan drásticamente. Muchos de los mejores ejemplos salen de este periodo con un paladar lleno de sabores y pueden seguir envejeciendo bien hasta llegar a los 20 años. Algunos vinos basados en la sauvignon blanc como el Sancerre eluden esta fase y en lugar de ello permanecen más apagados hasta su tercer año, que es cuando maduran y desarrollan todos sus aromas y sabores; luego, entre el 7.º y 19.º año, se apagan. Sin embargo, los mejores ejemplos en las mejores cosechas pueden a menudo vivir mucho más. Algunos ejemplos clásicos de Vouvray pueden incluso alcanzar los niveles de longevidad comúnmente asociados con el vino de Oporto.
Los vinos dulces del Loira son vinos "naturalmente" dulces, es decir que no se les añade alcohol para detener la fermentación y que queden en el vino restos de azúcares. La gran concentración de azúcar se consigue gracias al ataque de botrytis y en menor media por vendimia tardía (Vendanges tardives). Hay que distinguir entre los llamados vins moelleux y los vins liquoreux. En algunas zonas los primeros deben considerarse casi como semidulces, aunque en Vouvray la palabra moelleux es engañosa porque con ella designan vinos con contenidos en azúcares que pueden ir de menor de 50 gramos por litro a más de 200 gramos por litro. También utilizan a veces la palabra "tendre" para expresar normalmente un vino semiseco. 
Los vinos dulces (moelleux) suelen ser naturalmente dulces con elevados contenidos en azúcares generalmente por acción del hongo Botrytis cinerea. Son los de mayor potencia. Su color depende de la concentración del vino y de su envejecimiento. Podría ir desde el amarillo-dorado, a veces incluso con matices verdosos, al oro viejo o ámbar, limpio y brillante por la elevada acidez. En nariz dependerá de la mayor o menor acción de la botrytis, pero en un vino con cierto desarrollo pueden aparecer: notas minerales. matices florales (tilo, almendro), cítricos (naranja, pomelo, mandarina, limón, lima), otros frutales (melocotón, níspero, membrillo, albaricoque, piña y otros), notas dulces (amielados, carne de membrillo, orejones, mermelada de naranja amarga), cera de abeja, especias (jengibre, semillas de cilantro), infusiones (té, manzanilla). En boca deben ser poderosos pero delicados, a veces la acidez es tan elevada que al vino le proporciona una falsa sensación de ligereza. El dulzor está perfectamente equilibrado con la acidez.

## Clasificación del vino
El Valle del Loira es una región tan amplia que normalmente sus decenas de denominaciones de origen se estudian agrupándolas por zonas, distinguiéndose normalmente entre el País de Nantes, Anjou, Saumur, la Turena y el Centro de Francia. Recientemente se ha diferenciado el Orleanesado, al obtener dos AOC propias en 2006. Otra división, más básica, es la de las tres zonas: Superior, Media e Inferior. El Loira Superior abarcaría las regiones dominadas por la sauvignon blanc como Sancerre y Pouilly-Fumé; el Loira Medio estaría dominado por chenin blanc y cabernet franc alrededor de la Turena, Saumur, Chinon y Vouvray. El Loira inferior que lleva a la desembocadura del río en el Atlántico atraviesa la región de Muscadet que está dominada por vinos de uva Melon de Bourgogne.
Hay dos denominaciones genéricas que pueden usarse por todo el valle del Loira. Son la AOC Crémant de Loire que se refiere a cualquier vino espumoso realizado con el métrodo tradicional y el vino del país de Jardin de la France se refiere a cualquier vino etiquetado varietalmente, como chardonnay, que se produce en la región fuera de una denominación AOC. Además, la AOC Rosé de Loire se hace en Anjou, Saumur y la Turena. 

### Nantes
Es la más occidental de las regiones, limitando con el Océano Atlántico al oeste y con Ancenis al este. Ocupa el sur del Loira-Atlántico y un poco de Vendée. El vino más famoso de esta zona es el muscadet, blanco, ligero y afrutado. En el siglo XVII, comerciantes de vino holandeses establecieron las bases del estilo muscadet animando a los campesinos de Nantes a plantar la melón de Borgoña, que madura pronto, para usarla en la producción de su vino destilado con brandy añadido: brandewijn. Después de la devastadora helada del invierno de 1709 en la mayoría de los viñedos del Loira Atlántico, el rey Luis XIV ordenó que se diera un trato preferente, a la hora de replantar, a la uva muscadet, resistente a la helada. No es uva que tenga parentesco con la familia moscatel. Se vendimia pronto, fermenta lentamente y se bebe joven. La técnica tradicional de conservación de este vino es sobre lías. Tiene siete subdenominaciones, que se pueden agrupar por viñedos:
- Viñedo de Muscadet: AOC genérico Muscadet de todo el departamento de Loira Atlántico y, además, Muscadet-Sèvre et Maine, Muscadet-Coteaux de la Loire y Muscadet-Côtes de Grandlieu. Las cuatro denominaciones hacen vino blanco con uva melón de Borgoña.[6] Los vinos de Muscadet-Sèvre et Maine y Muscadet-Côtes de Grand Lieu se embotellan a menudo sur lie, directamente desde el tanque de fermentación sin ningún filtrado ni almacenamiento. Los vinos pueden ser muy turbios y requieren decantarlos para eliminar los posos, pero también se logran vinos con mucho cuerpo y un frescor añadido.[1]
- Viñedo de Gros-plant du Pays Nantais: blanco, AO VDQS Gros-plant du pays Nantais desde 1954.
- Viñedo de Fiefs vendéens: AO VDQS Fiefs vendéens.
- Viñedo de Coteaux d'Ancenis: AO VDQS Coteaux d´Ancenis desde 1973.

### Anjou
Queda al este del País de Nantes. En muchas ocasiones se habla conjuntamente de la región Anjou-Saumur. Se extiende, incluyendo Saumur, sobre 140 km², entre Saumur, Angers, Ancenis y Thouars. Son famosos sus vinos dulces.
La región de Anjou en el Loira Medio se sitúa alrededor de la ciudad de Angers y se conoce sobre todo por los vinos rosados que se basan en la uva cabernet franc, incluyendo el Rosé d'Anjou y el Cabernet d'Anjou. El vino blanco que se hace con chenin blanc se conoce como Anjou blanc y también usa la sauvignon. Los vinos tintos se hacen a base de Cabernet franc o de Cabernet-Sauvignon, si bien para la denominación Sancerre solo se usa la pinot noir. Los vinos rosados se hacen con grolleau, cabernet franc, cabernet sauvignon y gamay. Algunos de los vinos de más calidad se etiquetan con la denominación AOC Anjou-Villages.
Sus denominaciones de origen son las siguientes:
- Viñedo de Anjou blanc o rouge, con las siguientes denominaciones: Anjou, Anjou-gamay, Anjou-villages y Anjou Villages Brissac, Cabernet d'Anjou (rosado ligeramente azucarado único en Francia en AOC).
- Viñedo de Bonnezeaux, blanco semidulce. La AOC Bonnezeaux (denominación de cru) tiene reconocido el estatus desde 1951. Tiene 130 ha de un excepcional terroir en el sur, con tres pequeñas laderas abruptas (hasta un 20%) reposando sobre esquistos que dominan la localidad de Thouarcé, único municipio de la mención geográfica. La producción en 1999 fue de 2.319 hl y los rendimientos están en los 25 hl/ha. Ofrece vinos de gran calidad y bastante fiables con independencia de la añada.
- Viñedo de Chaume, blanco semidulce. Coteaux du Layon Chaume tiene su propia denominación merced a unos menores rendimientos por ha (25 hl) y una superior riqueza en azúcares.
- Viñedo de Coteaux-de-l'Aubance, blanco licoroso. AOC Coteaux de l'Aubance, de carácter local. Son 100 hectáreas que se extienden por diez municipio en ambas riberas del Aubance sobre suelos esquistosos con viñas de chenin. Aunque los dulces de Coteaux de L´Aubance no tengan tanta concentración como los de Bonnezeaux y los de Quarts de Chaume, se sitúan casi a la altura de los Coteaux du Layon genéricos y tienen mejor relación calidad-precio. La producción de esta A.O.C. en 1999 se situó en los 5.597 hectolitros.
- Viñedo de Coteaux-du-Layon, blanco licoroso. AOC Coteaux du Layon es denominación genérica que tiene a su vez denominaciones comunales, al poder añadir estos municipios su nombre al vino: Beaulieu (52 ha), Faye (65 ha), Rablay (17 ha), Rochefort (48 ha), Saint-Lambert (37 ha) y Saint Aubin (71 ha).). AOC desde 1950. Quizás es la más conocida por sus vinos dulces, bordea el valle del Layon y se extiende sobre 1700 ha sobre 27 municipios. El clima es suave y templado y a pesar de la proximidad atlántica, tan solo le separa 100 km, en el Bajo Layon tiene una débil pluviometría inferior a los 600 mm lo que propicia que el soleado otoño madure las uvas hasta noviembre. El contenido mínimo en azúcares del mosto de partida debe ser de al menos 17,5 º alcohólicos probables. Los rendimientos máximos deben ser de 37 hl/ha y en los comunales 30 hl/ha. El grado alcohólico mínimo de los vinos es de 11 y de 12 en las A.O.C. genérica-comunales.
- Viñedo de Coteaux-de-la-Loire. AOC Anjou Coteaux de la Loire es una AOC local. Cuenta con 50 ha que se extienden sobre 9 municipios. La producción media es de 1.500 hl y los rendimientos están en los 38 hl/ha. Cuando el año de cosecha lo permite elaboran vinos dulces aunque son más frecuentes los semisecos y secos.
- Viñedo de Quarts-de-Chaume, blanco semidulce. Quarts de Chaume es una denominación de cru local. Situada en Chaume sobre el municipio de Rochefort esta pequeña denominación (desde 1954) de poco más de 40 ha sobre laderas arcillo-guijarrosas cuenta con unas espléndidas condiciones microclimáticas para el desarrollo de la podredumbre noble. La producción media anual se podría situar en los 700 hl. La viñas suelen ser viejas, los rendimientos son escasos (22 Hl/Ha) y las vendimias minuciosas (varias pasadas) y quizás no precisen tanto tiempo para desarrollar su óptimo de calidad aunque tienen un buen potencial de envejecimiento y guarda.
- Viñedo de Savennières. La AOC Savennières está especializada en blancos secos de calidad. Se sitúa a las puertas de Angers. Es el equivalente al Montrachet borgoñón. Los esquistos y el gres limpio le proporcionan a sus vinos un carácter especial dentro de los restantes del valle del Loira. La producción en 1999 fue de 4.725 hl. Cuenta con dos crus: 
  - La Coulée de Serrant. Es la que ofrece algunos de los blancos más acreditados (monopolio de Joly) de Francia y que precisan un largo envejecimiento para su óptimo desarrollo.
  - Roche-aux-Moines. Oscurecida por la fama de la vecina también cuenta con buenos blancos y a veces ofrece vinos dulces de gran finura y longitud.
- Viñedo de los vinos de Thouarsais

### Saumur
Es área que limita con Anjou. Tres son las zonas de viñedo:
- Viñedo de Coteaux-de-Saumur. La AOC Coteaux de Saumur produce vinos licorosos. Solamente cuenta con 7 ha repartidas por 13 municipios. La producción ronda los 300 hl de media anual con rendimientos de 38 hl/ha. Se elaboran dulces solo cuando el año es excepcionalmente favorable.
- Viñedo de Saumur. La zona alrededor de Saumur es la tercera productora de vino espumoso con AOC de Francia, después de la región de Champaña y la AOC Crémant d'Alsace con más de doce millones de botellas de Saumur Mousseux producidas al año. A diferencia del champán, que se hace con Chardonnay, Pinot noir y Pinot Meunier, el vino espumoso de Saumur se hace con Chenin blanc.
- Viñedo de Saumur-Champigny. Esta zona produce vino tinto basado en la uva Cabernet franc que es de perfil parecido a los vinos producidos en St-Nicolas-de-Bourgueil.[1]

### La Turena
La Turena (Touraine en francés) queda al este de las regiones anteriores. El viñedo de la Turena se extiende a las orillas del río Loira. El principal conjunto va desde las puertas de Saumur a Orléans. Afecta a seis departamentos: Indre, Indre y Loira, Loir y Cher, Loiret, Sarthe y Vienne. La región alrededor de Vouvray, Montlouis-sur-Loire y la Turena tiene algunas de las más diversas plantaciones de toda la región del Loira y hace una amplia variedad de vinos blancos, tintos y rosados. El suelo alrededor de la zona de la Turena es una variedad de caliza con excelente drenaje que se conoce como tuffeau que es el mismo material usado para construir muchos de los famosos Châteaux del valle del Loira.
Los vinos blancos se hacen con tres tipos de uva: la Pineau blanc de la Loire, la Sauvignon y el Arbois; en menor medida, hay chardonnay plantada. Para los tintos, encontramos la Cabernet franc, la Cabernet-Sauvignon, la Grolleau y la Pineau d'Aunis; también hay gamay y malbec. Los vinos rosados se hacen con una combinación de gamay, pineau d'aunis, pinot gris y Pinot noir. Durante años la región de Turena compitió con la de Beaujolais por poner en el mercado pronto un vino de gamay que rivalizase con el Beaujolais nouveau. Hoy en día esta rivalidad no es un punto importante, pero algunos productores comercializan pronto sus botellas de vino alrededor de la misma fecha que Beaujolais. 
Esta subregión cuenta con dos principales zonas de elaboración de vinos dulces: Vouvray y Montlouis. Los vinos pueden variar en dulzor, desde los vinos secos (sec en la etiqueta) a los muy dulces (moelleux) que a menudo están infectados por podredumbre noble.
En la Turena en general, como región, pueden encontrarse las siguientes denominaciones regionales: 
- Viñedo de la Turena: AOC Touraine (Blanc, rouge y rosé) y AOC Touraine Mousseaux
- Viñedo de la Turena-Amboise: AOC Touraine Amboise
- Viñedo de la Turena-Azay-le-Rideau: AOC Touraine-Azay-le-Rideau
- Viñedo de la Turena-Mesland: AOC Touraine-Mesland

Luego hay una serie de AOC locales:
- Viñedo de Chinon: AOC Chinon
- Viñedo de Bourgueil: AOC Bourgueil
- Viñedo de Saint-Nicolas-de-Bourgueil: AOC Sain-Nicolas-de-Bourgueil.

La región alrededor de Chinon, Bourgueil y St-Nicolas-de-Bourgueil produce la mayor parte de los tintos del Loira basados en Cabernet franc, conocida en esta zona como Breton. Los vinos de Chinon son la más suave y rica expresión de la uva, mientras que los de Bourgueil producen vinos con más tanino y más firmes. La región de St-Nicolas-de-Bourgueil produce los vinos de color más claro. En el siglo XIX los vinos de la región de Chinon eran comparados favorablemente por los críticos con vinos de Château Margaux e incluso hoy se consideran alguna de la mejor expresión de la uva cabernet franc. Los vinos de esta región pueden lograr un bonito color púrpura con notas de frambuesa y grafito. A diferencia del cabernet franc de climas más cálidos, la Chinon debe servirse ligeramente más fresca que la mayor parte del vino tinto.
- Viñedo de Cheverny: AOC Cheverny
- Viñedo de Coteaux-du-Loir: AOC Coteaux du Loir
- Viñedo de Cour-Cheverny: AOC Cour-Cheverny
- Viñedo de Jasnières: AOC Jasnières
- Viñedo de Montlouis: AOC Montlouis. Situada entre Amboise y Tours se extiende sobre 370 ha y 3 municipios y suelos con arcilla y sílex, recubiertos de arena. La producción de 1999 se situó en 16.103 hl. Su proximidad a Vouvray le ha quitado protagonismo pero las grandes cuvés de dulces tienen enorme calidad y un elevado potencial de envejecimiento.
- Viñedo de Vouvray, blanco seco o semidulce, a veces espumoso. AOC Vouvray. Se extiende a lo largo de pequeños valles afluentes del Loira sobre cerca de 2.000 ha y 8 municipios. En el año 1999 obtuvo una producción de 126.716 hl. Cuenta con dos tipos de suelos de arcilla y caliza así como arcilla y sílex sobre un subsuelo gredoso, proporcionando los primeros vinos más cerrados. Según las características meteorológicas del año la zona tiene muchas posibilidades: secos, semisecos, semidulces, dulces o de aguja. Cuando el año es malo se aprovecha la uva para la obtención de los vinos de aguja. Los vinos dulces obtenidos por varias pasadas de vendimia son de gran calidad, pasan en ocasiones (como en el año 1997) de los 200 g/l de azúcares en el vino terminado, tienen una larga vida y expresan perfectamente la personalidad del terroir de procedencia.
- Viñedo de Coteaux-du-Vendômois: AOVDQS desde 1968.
- Viñedo de los vinos del Alto Poitou: AO VDQS Haut-Poitou desde 1970.
- Viñedo de Valençay: Era AO VDQS y en 2003 fue reconocida como AOC.

### El Orleanesado
Los viñedos del Orleanesado se encuentran próximos de los de la Turena. Su calidad se reconoció en 2006 con AOC.
- Viñedo de Orléans (AOC desde septiembre de 2006)
- Viñedo de Orléans-Cléry (AOC desde septiembre de 2006)

### Centro

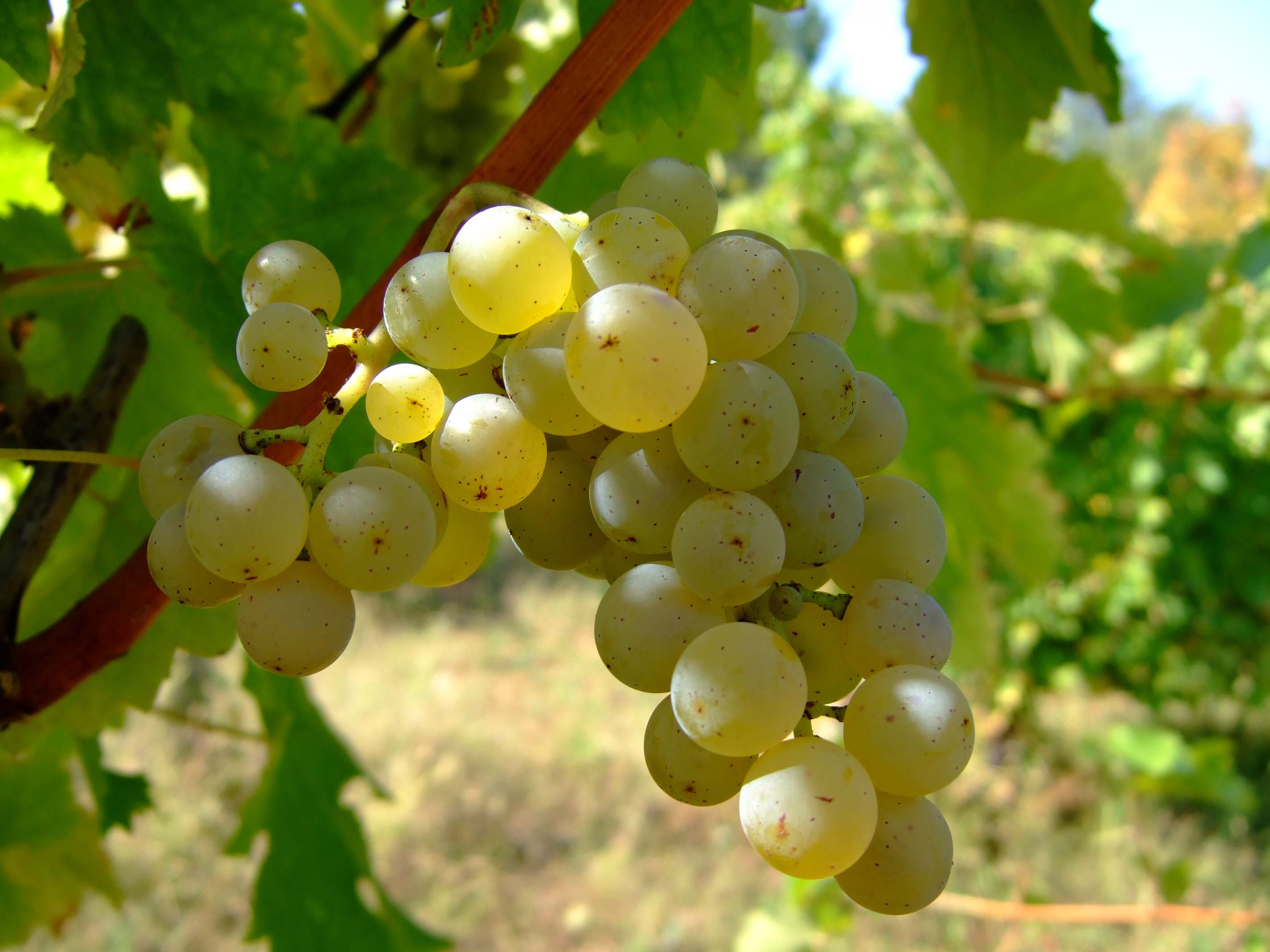
Sauvignon blanc es la principal uva de Sancerre y Pouilly-Fumé.

Los viñedos del Corazón de Francia (Vignobles du Cœur-de-France) son un conjunto de pequeños terroirs situados a lo largo del Loira al norte del Macizo Central. Más bien desperdigado, se extiende sobre siete departamentos: Allier (al sur de Moulins), Cher, Indre, Loire (al oeste del río Loira), Loiret, Nièvre y Puy-de-Dôme (en torno a Clermont-Ferrand).
Las vides utilizadas son la gamay y la pinot noir para el tinto. Para el blanco, chardonnay se utiliza para el côtes-d'auvergne mientras que el saint-pourçain se vinifica a partir de tressalier (50% máximo), de aligoté, de sauvignon y de chardonnay. Sauvignon blanc y pinot noir son las variedades principales de Sancerre y Pouilly-Fumé, quizá las denominaciones más conocidas de la región. Las dos ciudades de Sancerre y Pouilly-sur-Loire (donde se elabora el Pouilly-Fumé) se asientan en riberas opuestas del río Loira, estando Sancerre al noroeste de Pouilly. Se dice que el Fumé viene del sílex intercalado en la caliza en la zona que puede dar una nota ahumada al vino. Otra posibilidad es que el nombre derive de la niebla matinal que crea el río Loira y que nubla los viñedos. Los vinos etiquetados con solo Pouilly se hacen a menudo con uvas chasselas. Los tintos pinot noir son muy ligeros de cuerpo y de color, no pareciéndose a otros hechos con la misma uva como los de Borgoña.
La región estuvo bajo la influencia del Ducado de Borgoña durante la mayor parte de su historia, y por ello los viñedos estuvieron dominados por la uva pinot noir. La gran plaga de filoxera del siglo XIX alteró esta dinámica cuando gran parte de los viñedos fueron dañados por el piojo. En su lugar, empezaron a cultivarse uvas más fáciles, como la sauvignon blanc. Aunque existen todavía parcelas de pinot noir en la región, la sauvignon blanc es ahora la más cultivada.
Tiene ocho zonas con denominación de origen:
- Viñedo de Côtes-du-Forez: AOC Côtes du Forez desde 2000.
- Viñedo de Coteaux-du-Giennois: AOC Coteaux du Giennois.
- Viñedo de la Côte roannaise: AOC Côtes Roannaise desde 1994.
- Viñedo de Menetou-Salon: AOC Menetou-Salon, blanco, tinto y rosado.
- Viñedo de Pouilly-Fumé: AOC Pouilly-Fumé. Solo produce vino blanco. Los vinos basados en sauvignon blanc tienen gusto a grosella espinosa y pomelo, siendo la versión Pouilly-Fumé un vino con más cuerpo y de rica textura.
- Viñedo de Pouilly-sur-Loire: AOC Pouilly-sur-Loire.
- Viñedo de Quincy: AOC Quincy, vino blanco.
- Viñedo de Reuilly: AOC Reuilly, blanco, tinto y rosado.
- Viñedo de Sancerre: AOC Sancerre. A diferencia de muchas regiones de Francia, está muy mecanizada con el uso de cosechadoras mecánicas. Uno de los productores más conocidos de la región es Didier Dageneau que ha sido una voz influyente ewn la zona defendiendo la reducción de la producción y el uso de viticultura orgánica.[6] Produce blanco, tinto y rosado.
- Viñedo de la región de Montluçon

Además las AOVDQS: 
- Viñedo de Châteaumeillant: AOVDQS Châteaumeillant
- Viñedo de Côtes d'Auvergne en el Puy-de-Dôme: AOVDQS Côtes d'Auvergne desde 1951
- Viñedo de Saint-Pourçain en Allier: AOVDQS Saint-Pourçain desde 1951.

## Historia
La evidencia arqueológica sugiere que los romanos plantaron las primeras vides en el valle del Loira durante su colonización de la Galia en el siglo I. Al llegar el siglo V, la floreciente viticultura de la zona destacó en una publicación del poeta Sidonio Apolinar. En su obra la Historia de los Francos, el obispo Gregorio de Tours escribió los frecuentes saqueos de los bretones de los almacenes de vino de la zona. Al llegar el siglo XI, los vinos de Sancerre tenían una reputación por toda Europa debido a su alta calidad. En la Alta Edad Media, los vinos del valle del Loira eran los más estimados en Inglaterra y Francia, incluso más costosos que los de Burdeos. Históricamente, las bodegas del valle del Loira son pequeñas, familiares, que hacen mucho embotellado en la finca. A mediados de los años 1990 se vio un incremento en el número de négociants y cooperativas donde se embotellas alrededor de la mitad del vino de Sancerre y casi el 80% de Muscadet.

## Para saber más
- Artajona, J., y Buján, J.: La cata. Cuadernos del vino. Barcelona. Freixenet, 1994.
- Bettane, M., y Desseauve, T.: Le Classement del vins et Domaines de France 2001. Levaillois-Perret. Revue des vins de France, 2000.
- Brook, S.: Liquid gold: dessert wines of the world. Londres. Constable, 1987.
- Casamayor, P.: L’école de la degustation. París. Hachette, 1998.
- Reglamento (CE) n.º 1493/1999 del Consejo de 17 de mayo de 1999 por el que se establece la organización común del mercado vitivinícola.
- De Rosa, T.: Tecnología dei vini liquorosi e da dessert. Brescia. AEB, 1987.
- Flanzy, C. (coord.): Enología: Fundamentos científicos y tecnológicos. Madrid. Mundi-Prensa, 2000.
- Galet, P.: Dictionnaire encyclopédique del cépages. Paris. Hachette, 2000.
- Midavaine, F.: Anjou. Coteaux du Layon. Le Grand Bernard des vins de France. Bassillac. Jacques Legrand, 1996.
- Peynaud, E.: 
  - El gusto del vino. Madrid. Mundi-Prensa, 1987.
  - Enología práctica. Madrid. Mundi-Prensa, 1989.
- Suárez, J.A. e Íñigo, B.: Microbiología enológica. Madrid. Mundi-Prensa, 1990.
- V.V.A.A.: Guide Hachette des vins 2000. Paris. Hachette.
- V.V.A.A.: Atlas Hachette des vins de France. Dir. Ribereau-Gayon, P. Paris. Hachette/I.N.A.O.